# Farin
Farin es un personaje ficticio del mundo de fantasía del escritor J.R.R. Tolkien la Tierra Media. Es un enano perteneciente a la casa de los barbiluengos, hijo de Borin, el hijo menor del rey Náin II, y por tanto de ascendencia directa con el propio Durin I. Es padre de Fundin y Gróin, pariente directo de Balin y Dwalin y también de Gimli.

## Historia
Farin nació en el año 2560 T. E. y murió en el 2803 T. E.. Durante su infancia y primeros años de adulto vivió en las Montañas Grises hasta que los enanos fueron expulsados por un dragón de frío procedente de Forodwaith, hacia el año 2589 T. E., cuando Farin tenía tan sólo 29 años. El rey Dáin I y su segundo hijo Frór murieron luchando contra el dragón, así que los descendientes de la Casa de Durin se fragmentaron en dos. Una parte siguió al hijo mayor del rey, Thrór, quien estableció el Reino de Erebor; entre estos se encontraba Farin; los demás, en cambio, siguieron al hijo menor del rey Dáin, Grór, y se establecieron en las Colinas de Hierro.
Debido a su avanzada edad puede que no participase en las Guerras de los Enanos contra los Orcos, pues al comienzo de estas, en el año 2790 de la T. E., Farin contaba ya con 230 años de edad, y en la Batalla de Azanulbizar, que tuvo lugar el año 2799 T. E., con 239; aunque no hay referencias al respecto, por lo que podría haber tomado parte en ellas.